# Eremosyne pectinata
Eremosyne pectinata là danh pháp khoa học của loài duy nhất trong chi Eremosyne, một loại cây thân thảo sống một năm đặc hữu ở vùng duyên hải miền nam Tây Australia.

## Phân loại học
Trong quá khứ chi này từng đặt trong họ Saxifragaceae (bộ Saxifragales). Trong hệ thống Cronquist năm 1981 nó được đặt trong họ của chính mình là Eremosynaceae; sau đó được sáp nhập trong họ Escalloniaceae; trước khi lại được phục hồi thành họ Eremosynaceae trong hệ thống APG II năm 2003. Các nghiên cứu gần đây đã xác nhận mối quan hệ của nó với Escalloniaceae và website của Angiosperm Phylogeny Group khuyến cáo gộp nó trong họ này. Điều này đã được ghi nhận trong hệ thống APG III năm 2009.

## Phân bố và môi trường sống
E. pectinata chủ yếu chỉ sinh sống hạn hẹp trong khu vực địa sinh học Warren trong tỉnh thực vật Tây Nam ở Tây Australia.